# IC 4026
IC 4026 је спирална галаксија у сазвјежђу Береникина коса која се налази на листи објеката дубоког неба у Индекс каталогу.
Деклинација објекта је + 28° 2' 47" а ректасцензија 13h 0m 22,3s. Привидна величина (магнитуда) објекта IC 4026 износи 14,6 а фотографска магнитуда 15,6. IC 4026 је још познат и под ознакама CGCG 160-250, DRCG 27-170, PGC 44749.